# 奥村純松
奥村 純松（おくむら すみまつ、1897年（明治30年）3月31日 - 1948年（昭和23年）7月23日）は、昭和期の華族（男爵）。

## 経歴
加賀藩重臣奥村宗家第14代当主奥村栄滋の子として生まれる。1945年7月2日、兄栄同の死去に伴い男爵を襲爵した。
慶應義塾大学部理財科を卒業し南満洲鉄道に勤務した。

## 親族
- 妻：孝
- 子：栄純